# ブロワ条約 (1512年)

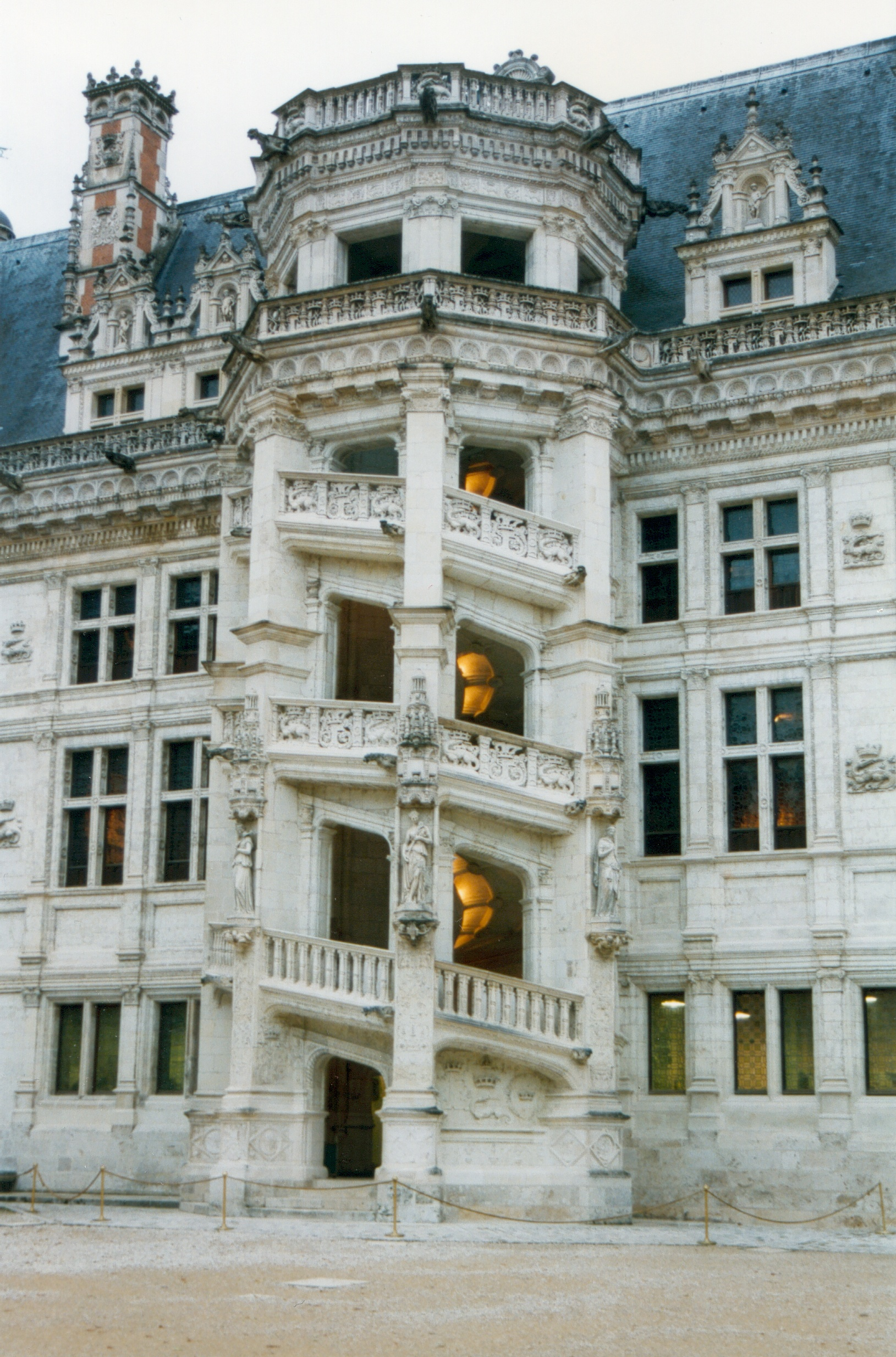
条約が締結されたブロワ城。

ブロワ条約（ブロワじょうやく、フランス語: Traité de Blois、スペイン語: Tratado de Blois）、または第四次ブロワ条約（だいよじブロワじょうやく、英語: Fourth Treaty of Blois）は、1512年7月18日にナバラ王フアン3世と女王カタリナ、およびフランス王ルイ12世の間で締結された条約。条約により、ナバラ王国とフランスは同盟を結び、イングランド王国とその同盟国であるカスティーリャ王国に対抗した。

## 締結まで
ナバラ王国は15世紀中葉より、アグラモンテス党とベアウモンテス党の間の内乱（ナバーラ内戦）により社会での対立が続いていた。両党はナバラの外交政策の面でも異なっていた。この対立により、フアン3世とカタリナはフランスとカスティーリャとの関係の間でバランスをとろうとしていた。カスティーリャにおいて、フェリペ1世が急死したことにより、カスティーリャ政府はアラゴン王フェルナンド2世が孫カルロス1世の摂政として掌握した。この情勢の変化で、フランスと関係の深いナバラ王家がフェルナンド2世とルイ12世の間の争いに巻き込まれる可能性が高まった。このような背景もあり、ナバラは用心深く中立を維持した。
しかしルイ12世はナバラ王国を反カスティーリャの橋頭堡として利用したく、彼はガストン・ド・フォワのフォワ伯領への相続権を政治的に利用してナバラに圧力をかけた（カタリナはフォワ女伯でもあった）。従って、ナバラ王がルイ12世とブロワ条約を締結したことは中立政策を破棄し、ピレネー山脈の逆側にある領地がフランス王に奪われないようフランスとの同盟を選ぶことを意味した。

## その後
条約の交渉はフェルナンド2世に知られた。イングランド軍がギプスコアから発ってフランス南西部を攻撃する間、アルバ公ファドリケ・アルバレス・デ・トレド率いる軍勢はアラキル川に沿ってナバラへ侵攻、大した抵抗に遭わずに短期間でパンプローナを落とした。ローマ教皇ユリウス2世は回勅パストル・イレ・カエレスティスを出し、フランス王と同盟したナバラ王を破門に処したが、フェルナンド2世の軍勢の進軍より遅かったため大きな影響は与えなかった。
ナバラ王フアン3世とカタリナは会戦に挑むことなく、ピレネー山脈の逆側にあるベアルンへと逃亡した。